# Lale, Kărdjali
Lale (în bulgară Лале) este un sat în comuna Momcilgrad, regiunea Kărdjali,  Bulgaria. 

## Demografie
Componența etnică a satului Lale
     Turci (94,8%)
     Nicio identificare (5,2%)
     Altele (0%)
La recensământul din 2011, populația satului Lale era de 250 locuitori. Din punct de vedere etnic, majoritatea locuitorilor (94,8%) erau turci. Pentru 5,2% din locuitori nu este cunoscută apartenența etnică.